# Нега зуба (књига)
Нега зуба је прва стручно-информативна књига икада објављена на српском језику, када је реч о народном здрављу, стоматологији и стручној стоматолошкој терминологији. Књигу је написо и објавио један од оснивача српске стоматологије и Стоматолошког факултета у Београду др Атанасије Пуљо, 1923. године у Земуну.

## Опште информације
Књига „Нега зуба” аутора др Атанасија Пуља, садржи 160 страна текста и 32 слике, од којих су 14 у боји. Шампана је у Издавачкој књижари „Димитрије Пуљо” у Земуну 1923. године.

Замишљена као стручно-информативна публикација, намењена је широј читалачкој публици, почев од зубних лекара и медицинара до свих оних  читалаца који су заинтересованим за ову област медицине односно зубног лекарста, или како њен аутор у предговору књиге навео: 
Намера ми је да у овој књизи, јасно и свакоме разумљиво, изнесем од колике су важности и вредности добри и здрави зуби; на који их начин човек може сачувати, и ако су покварени како до добрих и здравих зуба може доћи. Уверен да ова књига одговара потреби нашег народа, предајем ју јавности са жељом да много добра учини. 

## Коментар издања
Књига „Нега зуба” у свом садржају има  28 поглавља, у којима су од значајних тема обрађене:
- Развитак зуба
- Млечни зуби
- Каријес
- Шкодљивост дувана зубима
- Запаљења зубне сржи
- Позубице и десни
- Чување и чишћење зуба
- Пломбирање и вађење зуба
- Вештачки зуби, вилице и мостови
- Неправилна оклузија
- Цисте.[3]

Пишући о наведеним темама др Атанасије Пуљо је желео  да у књизи обухвати не само све до дана објављивања дела познате области стоматологије, већ и да у сваком од поглављу изнесе и тренутне актуелне теме из зубног лекарства у првим деценијама 20 века.
Кроз посебну област превенција болести уста и зуба, аутор је жело да да укаже и на значај превентивног деловања и здравственоваспитног рада, који се по његовом мишљењу пре свега требало да  заснива на редовном и правилном одржавању оралне хигијене код свих старосних група, а посебно код деце.
Поднаслов „Терминологија”, односи се на посебан део књиге, и према замисли др Пуља, имао је за циљ да читаоцу омогући боље разумевања, стручних медицинских и зубнолекарских латинских (или других страних) израза. За те изразе аутор се потрудио (и у томе успео), да пронађе одговарајуће назива на српском језику, па је тако овом делу књиге навео по азбучном реду укупно 25 српских израза преведених са латинског, француског или немачког језик. У писању овог поглавља књиге стручну помоћ др Пуљи  пружио је др Милан  Јовановић  Батуту, који му је „помогао при стварању српских израза”.